# Pelargonium alternans
Pelargonium alternans är en näveväxtart. Pelargonium alternans ingår i släktet pelargoner, och familjen näveväxter.

## Underarter
Arten delas in i följande underarter:
- P. a. alternans
- P. a. longicalcar
- P. a. parviinflorescens